# Argenta
Argenta (Arzènta in dialetto argentano) è un comune italiano di 21 110 abitanti della provincia di Ferrara in Emilia-Romagna. Fa parte dell'Unione dei comuni Valli e Delizie.

## Geografia fisica
Argenta sorge sulla sponda sinistra del fiume Reno, a 33 km a sud-est di Ferrara. Il territorio comunale, esteso lungo tutta la fascia sud-orientale della provincia di Ferrara, al confine con la città metropolitana di Bologna e la provincia di Ravenna, è attraversato da numerosi fiumi o specchi d'acqua come il succitato Reno, le valli di Campotto e le valli di Comacchio.
- Classificazione climatica: zona E, 2414 GR/G

## Origini del nome
Il nome "Argenta" probabilmente ha origini bizantine. Nel periodo tra il VI e l'VIII secolo ebbe sede nel luogo il contingente militare degli Argentenses per difendere il guado sul Po di Primaro dai Longobardi. Tuttavia è solo dal 1022 che il nome della città è effettivamente attestato. Esso è in connessione con l'argento, forse in riferimento a un determinato tipo di terreno di colore biancastro.

## Storia
(Ludovico Ariosto, Orlando Furioso)

### Antichità
La tradizione lega la fondazione della città al vescovo Esuperanzio di Ravenna nel periodo compreso tra il 425 e il 430 lungo la sponda destra del fiume Po, proprio nei pressi della pieve di San Giorgio, il più antico luogo di culto della zona, a circa un chilometro di distanza dal centro abitato. Nel secolo seguente, secondo lo storico locale Camillo Laderchi, il territorio venne donato dall'imperatore bizantino Giustiniano I, vittorioso sugli Ostrogoti nel 540, al vescovo di Ravenna Agnello. Entrando così a far parte dell'Arcidiocesi di Ravenna, diventando il Vicariato di Argenta.

### Medioevo
Nel 603 Argenta venne fortificata dall'esarca bizantino Smaragdo e in seguito fu trasferita sulla riva sinistra del Po. Tale scelta permise alla città di assumere un ruolo importante come nodo di collegamento tra il ferrarese e il ravennate. In tale situazione tra il XII e il XIV secolo fu oggetto di lunghe contese tra il vescovato di Ravenna e la signoria degli Este e questo facilitò la sua indipendenza anche se rimase culturalmente legata ad entrambi i territori. Durante uno di questi conflitti fra Ferrara e Ravenna, nel 1200, il borgo fu attaccato da un esercito composto da soldati ferraresi e mercenari modenesi e veronesi, che la devastarono ed incendiarono. Gran parte degli abitanti furono imprigionati nelle carceri di Ferrara dove in molti morirono. Gli assalitori spezzarono le catene che chiudevano il Po e le portarono a Ferrara, dove furono esposte in segno di trionfo nella Cattedrale di San Giorgio. Nel 1295 vi si tenne un convegno che riunì tutti i capi ghibellini della Romagna. Capitano generale fu acclamato Scarpetta Ordelaffi, signore di Forlì che iniziò le operazioni contro gli eserciti pontifici, procurandosi la scomunica per sé e per i suoi familiari.
Nel 1333 Rinaldo II d'Este fece distruggere il ponte fortificato gettato dal legato pontificio ad Argenta. L'8 marzo 1333 Argenta fu ceduta dall'Arcidiocesi di Ravenna agli Este, entrando a far parte della signoria sino alla devoluzione di Ferrara.

### Età moderna
Dal 1598 Argenta venne controllata direttamente dallo Stato Pontificio entrando così nella Legazione di Ferrara.
Nel 1624 venne colpita dal terremoto e la tradizione vuole che il sisma abbia risparmiato il Santuario della Celletta consacrato proprio in quell'anno e poco distante dal centro cittadino. Tutte le altre chiese, compreso il duomo, furono duramente colpite. Nella seconda metà del XVIII secolo vivevano in paese poco più di 2 500 abitanti.

### Dal XIX secolo ad oggi
Durante i moti del 1830-1831, che coinvolsero diverse cittadine emiliane e romagnole, anche Argenta insorse contro la dominazione pontificia e nel 1849 si sollevò nuovamente. In seguito alle vittorie franco-piemontesi della seconda guerra d'indipendenza italiana e al crollo dei vari ducati emiliani, il 14 giugno 1859 l'amministrazione pontificia lasciò il territorio e i liberali di Argenta innalzarono il Tricolore italiano.
Nel 1883 fu raggiunta dalla ferrovia Ferrara-Rimini e sei anni più tardi venne ultimato anche il collegamento ferroviario con Ravenna. Sul finire del XIX secolo il territorio versava in condizioni economiche drammatiche a causa dell'irrisolta questione agraria, delle mancate bonifiche e dell'isolamento che fu solo parzialmente ridotto dall'arrivo della ferrovia. Con l'ascesa del fascismo fu teatro di due violenti fatti di sangue. Il 17 aprile 1921 fu occupata dagli squadristi di Italo Balbo. Questi, dopo aver costretto il sindaco Zardi a bere olio di ricino, fecero firmare a tutta l'amministrazione comunale socialista le dimissioni. Il 7 maggio successivo l'ex consigliere comunale e sindacalista Natale Gaiba fu ucciso da un gruppo di fascisti del luogo. Il 23 agosto 1923 il parroco don Giovanni Minzoni, uno dei pochi argentani a ribellarsi e a denunciare le violenze fasciste, fu ucciso a bastonate da un gruppo di squadristi.
Durante la seconda guerra mondiale, il territorio argentano fu teatro di numerosi episodi bellici. L'8 settembre 1944 i tedeschi, dietro indicazione dei locali vertici del Partito Fascista Repubblicano, prelevarono un gruppo di uomini per una rappresaglia. Cinque furono fucilati presso il ponte della Bastia ed altri cinque furono fucilati a Filo. Nell'inverno 1944-1945, con l'arresto dell'avanzata alleata lungo la linea Gotica, Argenta divenne un obbiettivo militare di primaria importanza. Le valli di Campotto (a ovest) e quelle di Comacchio (a est) costituirono l'unico passaggio per raggiungere Ferrara ed il Veneto. La piccola porzione di territorio racchiusa tra Argenta e le frazioni di Bando e Longastrino fu ribattezzata dagli Alleati «Argenta Gap». Quando scattò l'offensiva della primavera 1945 la città fu duramente colpita dai britannici l'11 aprile. Il giorno seguente il centro abitato venne pressoché raso al suolo da un violentissimo bombardamento alleato. Argenta venne liberata il 18 aprile 1945 dalle truppe dell'VIII Armata britannica.
 
I caduti britannici e del Commonwealth riposano nell'Argenta Gap War Cemetery.
Nel secondo dopoguerra il centro cittadino fu interamente ricostruito secondo i canoni urbanistici moderni.

### Simboli

Gonfalone comunale

Lo stemma civico è stato riconosciuto con decreto del Presidente del Consiglio dei Ministri del 25 aprile 1957.
(D.P.C.M. 25.04.1957)
Nello scudo è rappresentata la torre sulla frontiera tra i territori di Ferrara e di Ravenna, attestata già in documento del 5 giugno 1093, come parte di un importante sistema di fortificazioni edificato ad Argenta dall'antipapa Guiberto.

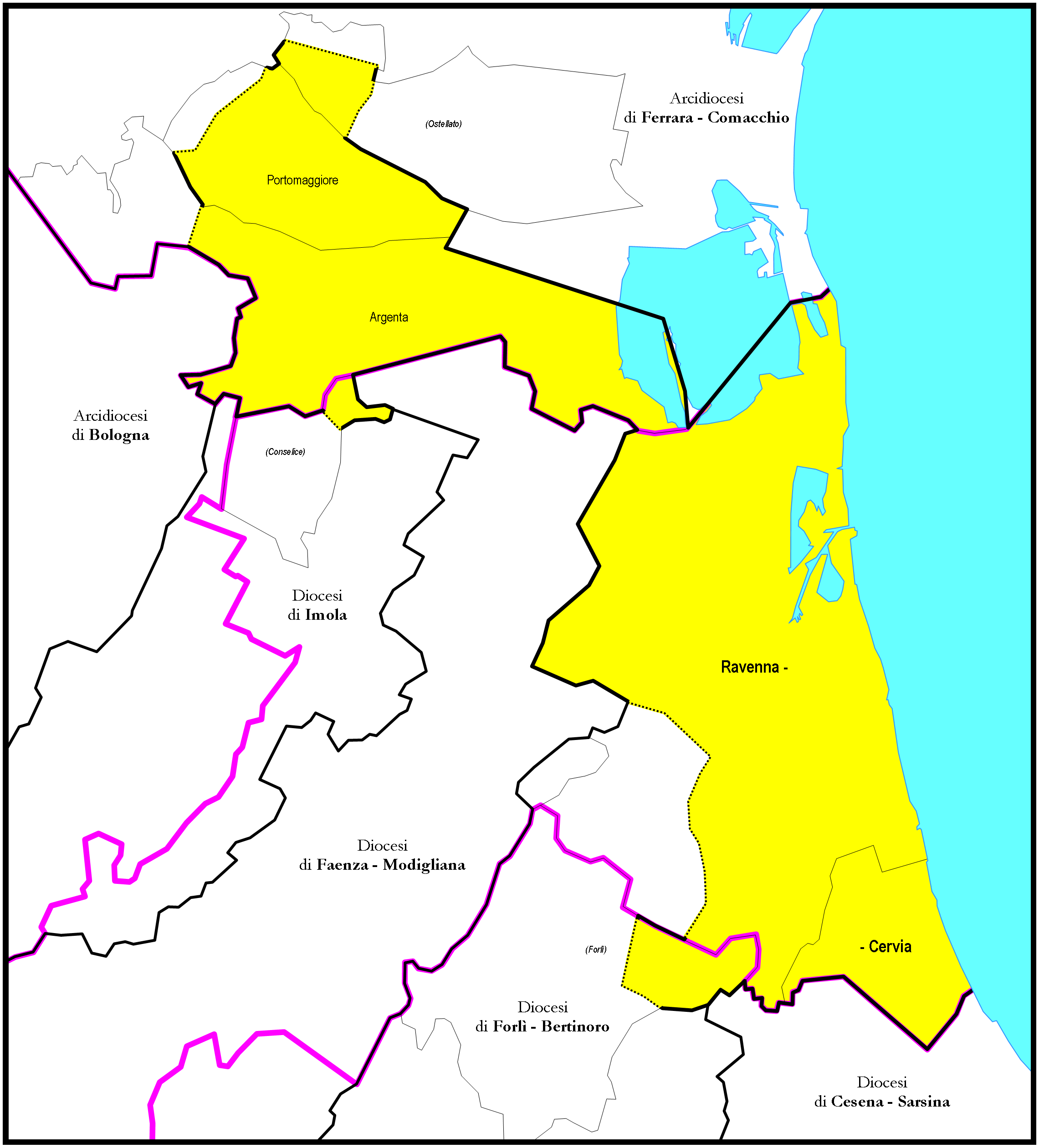
Mappa del Vicariato d'Argenta (Arcidiocesi di Ravenna e Cervia)

### Onorificenze
Per atti di abnegazione, per i sacrifici della sua popolazione e per la sua attività nella lotta partigiana durante la seconda guerra mondiale, il comune di Argenta ha ottenuto le seguenti onorificenze:

## Monumenti e luoghi d'interesse

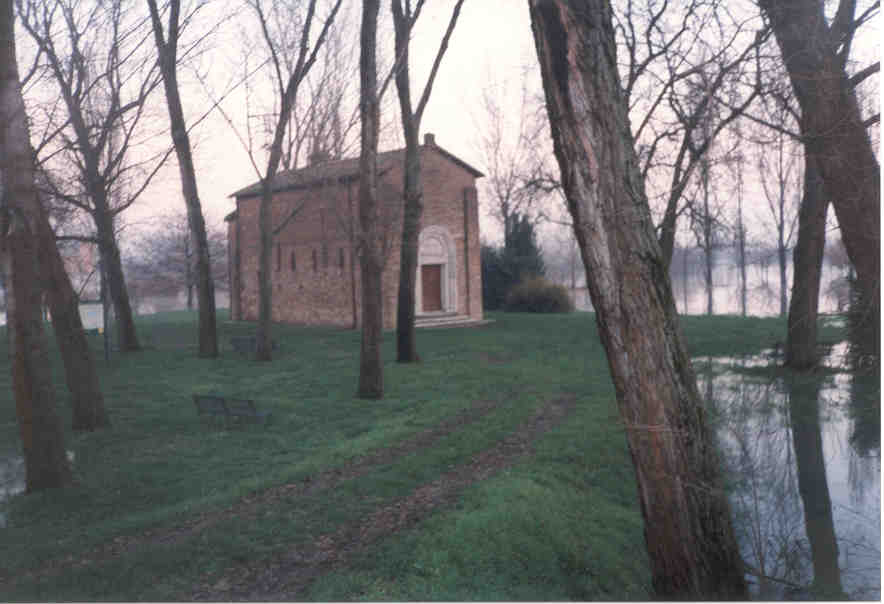
Pieve di San Giorgio

### Architetture religiose
- Duomo di Argenta
- Pieve di San Giorgio
- Ex chiesa di San Domenico
- Chiesa dei Santi Giovanni Battista ed Evangelista
- Oratorio di Santa Croce
- Santuario della Celletta
- Ex chiesa di San Lorenzo e Convento Cappuccini
- Chiesa di San Zeno nella frazione di Consandolo
- Chiesa di San Giovanni Battista nella frazione di Traghetto
- Chiesa di Santa Maria Maddalena nella frazione di Santa Maria Codifiume
- Chiesa di San Nicola vescovo nella frazione di San Nicolò
- Chiesa di San Bartolomeo Apostolo nella frazione di Ospital Monacale
- Chiesa di San Macario nella frazione di Bando
- Chiesa della Natività di Maria Santissima nella frazione di Boccaleone
- Chiesa di San Biagio nella frazione di San Biagio
- Chiesa di San Giuliano Martire nella frazione di Longastrino
- Chiesa di Sant'Antonio da Padova nella frazione di Benvignante
- Chiesa di Sant'Agata nella frazione di Filo

### Architetture civili
- Argenta Gap War Cemetery
- Delizia di Benvignante

### Aree naturali
- Valli di Campotto
- Valli di Comacchio
- Oasi di Porto - Bacino di Bando[16]
- Valli di Argenta (Rete Natura 2000)[17][18]

## Società

### Evoluzione demografica
Abitanti censiti

### Etnie e minoranze straniere
Al 31 dicembre 2023 la popolazione straniera è di 2 609 abitanti, pari al 12,36% della popolazione.

### Lingue e dialetti
Accanto alla lingua italiana, sono diffusi anche l'emiliano e il romagnolo. La ragguardevole estensione del territorio comunale, situato al confine fra tre province, ne comporta una complessa tripartizione dialettale. Si parlano infatti:
- dialetti romagnoli ad Anita, Campotto, Filo e Longastrino;
- dialetti ferraresi a Benvignante, Boccaleone, Consandolo, Ospital Monacale e San Nicolò;
- dialetti emiliani affini al bolognese (ma influenzati in varia misura da romagnolo e ferrarese) ad Argenta città, Bando, San Biagio, Santa Maria Codifiume e Traghetto.[21][22]

### Istituzioni, enti e associazioni

#### Ospedale Mazzolani–Vandini
L'Ospedale Mazzolani–Vandini è la struttura ospedaliera principale di Argenta ed appartiene al gruppo dei quattro nosocomi pubblici della provincia di Ferrara. Tra questi l'Arcispedale Sant'Anna di Ferrara è l'ospedale centrale ed ha il ruolo di capofila, mentre il Mazzolani–Vandini, coi suoi 13 tra reparti e poliambulatori, è uno dei nosocomi periferici.
A partire da luglio 2024 l'ospedale è oggetto di lavori di ampliamento.

## Cultura

### Scuole
- Scuola dell'infanzia[25]
- Scuola dell'infanzia (nei pressi del parco Melvin Jones)[25];
- Scuola primaria «Don Minzoni»[26];
- Scuola secondaria di secondo grado I.I.S. Rita Levi Montalcini[27];
- Istituto Professionale Manutenzione e Assistenza Tecnica[28].
- Sede decentralizzata UNIFE annessa alla biblioteca comunale Francesco Bertoldi

### Musei

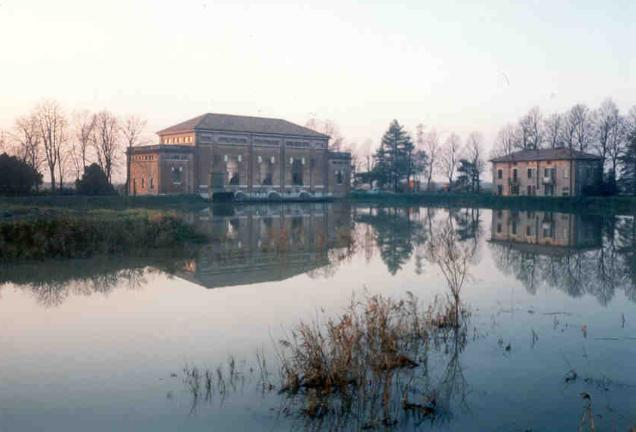
Stabilimento idrovoro Saiarino, sede del Museo della Bonifica

Ad Argenta sono presenti i seguenti musei:
- Museo Civico (si compone della Pinacoteca Comunale e della Sezione archeologica);
- Museo delle Valli di Argenta (sito nella frazione Campotto, documenta l'evoluzione dell'ambiente naturale e gli interventi dell'uomo nel corso dei secoli);
- Museo della Bonifica (sito presso l'impianto idrovoro di Saiarino);
- Museo Don Giovanni Minzoni (situato in un edificio nel centro città, è un luogo di memoria e testimonianza sulla vita del sacerdote ucciso da sicari fascisti nel 1923).

## Geografia antropica

### Frazioni

#### Consandolo
Consandolo è una frazione con una popolazione di circa 2 350 abitanti ed è sulla strada statale 16 Adriatica. Il suo nome deriva da Sandalo, un ramo del Po di Volano navigabile nel X e XI secolo. Il corso d'acqua si diramava dalla destra del fiume e scorreva verso sud fino a sfociare nel Po di Primaro.
Vicino alla confluenza nacque l'insediamento di Caput Sandali. È presente la torre di guardia di cui si ha memoria dal X secolo, ora usata in funzione di campanile.
 Il percorso del Sandalo è riconoscibile dal tracciato della strada provinciale 29 (Codrea - Portomaggiore), che lo ripercorre quasi esattamente.
Le altre frazioni di Argenta sono: Anita, Bando, Benvignante, Boccaleone, Campotto, Filo, Longastrino, Ospital Monacale, San Biagio, San Nicolò, Santa Maria Codifiume, Traghetto.

## Infrastrutture e trasporti

### Strade
Il comune di Argenta è attraversato interamente dalla strada statale 16 Adriatica che la collega direttamente a Ferrara e a Ravenna.

### Ferrovie
Argenta è servita da una fermata ferroviaria lungo la linea Ferrara-Rimini.
Anche la frazione di San Biagio è dotata di una propria fermata, posta sulla medesima ferrovia, entrambe gestite dalla Rete Ferroviaria Italiana. La frazione di Consandolo è invece dotata di una fermata ferroviaria, ma sulla Bologna–Portomaggiore, gestita dalle Ferrovie Emilia Romagna (FER).

## Amministrazione

### Sindaci precedenti
| Periodo        | Periodo        | Primo cittadino    | Partito    | Carica  | Note                         |
| -------------- | -------------- | ------------------ | ---------- | ------- | ---------------------------- |
| 20 maggio 1987 | 14 giugno 2004 | Andrea Ricci †     | PCI/PDS/DS | Sindaco | [ 34 ]                       |
| 14 giugno 2004 | 8 giugno 2009  | Giorgio Bellini    | PD         | Sindaco | [ 34 ]                       |
| 8 giugno 2009  | 10 giugno 2019 | Antonio Fiorentini | PD         | Sindaco | [ 34 ]                       |
| 10 giugno 2019 | in carica      | Andrea Baldini     | PD         | Sindaco | Confermato il 10 giugno 2024 |

### Gemellaggi
- Castelnau-le-Lez, dal 2003
- Plankstadt, dal 2023

## Sport

### Impianti sportivi
- Stadio Comunale - Piazza Giovanni XXIII
- «PalaGescad» - Palazzetto dello sport di proprietà dell'Argenta Volley
- «Mukka» - Campo per la pallacanestro
- Palazzetto dello sport comunale
- Campo sportivo di Via Napoli (con pista di atletica)
- Piscina (Centro Sportivo "Piscina Melegnano")

### Società sportive
Argenta è sede di società sportive, coinvolte in campionati regionali e competizioni nazionali:
- Pallavolo:  A.s.d. Argenta Volley - Campionato di serie D
- Calcio: A.s.d. Argentana - Campionato di Eccellenza
- Calcio:  A.s.d. Consandolese
- Pallacanestro:  Cestistica Argenta - Campionato di serie C2
- Nuoto:  Argenta Nuoto 2000 - Squadra agonistica di nuoto
- Tennis: Centro Tennis Argenta
- Tiro con l'arco: Centro comunale per il tiro con l'arco
- Jiu Jitsu: Jiu Jitsu Argenta